# Disney in Pocket
Disney in Pocket（ディズニー イン ポケット）は、講談社が発売している、東京ディズニーリゾート及び東京ディズニーランド、東京ディズニーシーについてのガイドブック。

## 概要
様々な大きさの物があり、約10.5cm×約15cmの物や約11cm×約18cmの物など片手サイズの物から、約18cm×約25cmなどのノートサイズの物まである。

## 発売歴
- 東京ディズニーリゾート完全ガイド 2017-2018
- 東京ディズニーシー完全ガイド 2019-2020
- 東京ディズニーリゾート完全ガイド 2020-2021
- 東京ディズニーシー完全ガイド 2020-2021
- 子どもといく東京ディズニーランドナビガイド 2021-2022
- 東京ディズニーシーベストガイド 2021-2022
- 東京ディズニーリゾートキャストの仕事

など。

## 補足
このシリーズを発売している講談社は、東京ディズニーシーのタートル・トーク、東京ディズニーランドのトゥーンタウン全体のスポンサーを務めている。